# Shreela Flather
Shreela Flather, née le 13 février 1934 à Lahore (Pendjab - Inde britannique) et morte le 6 février 2024, est une enseignante britannique, également  femme politique du parti conservateur nommée Pair à vie.

## Politique
Flather fréquente l'University College London. Elle est conseillère de 1976 à 1991, maire adjoint et maire de l'arrondissement royal de Windsor et de Maidenhead; et juge de paix de 1971 à 1990. Elle est créée pair à vie pour le parti conservateur le 11 juin 1990 en tant que baronne Flather, de Windsor et Maidenhead dans le comté royal de Berkshire. Elle est la première femme asiatique à recevoir une pairie. En 1998, elle démissionne de son poste de whip conservateur à la suite de la rétrogradation du vicomte Cranborne pour ses actions visant à réduire l'impact de la House of Lords Act de 1999. Elle réintègre le parti en 1999, mais le quitte une deuxième fois en 2008, depuis qu’elle siège en tant que crossbencher.
Elle est également professeure d'anglais langue seconde et membre du Comité national des femmes conservatrices. Elle occupe des postes de direction dans diverses organisations impliquées dans le travail des réfugiés, de la communauté, des relations raciales et des prisons. Elle est présélectionnée pour le Grassroot Diplomat Initiative Award en 2015 pour son travail sur les droits des femmes, et elle reste dans le répertoire de la publication Grassroot Diplomat Who's Who.
En tant que membre de la Chambre des lords, elle attire l'attention en portant un sari et en faisant partie des premières minorités ethniques de la maison.
Flather est une éminente partisane de Humanists UK et une associée honoraire de la National Secular Society. Elle est l'une des vice-présidents du groupe humaniste parlementaire multipartite. Elle vit à Maidenhead.
Elle est la marraine de l'association caritative britannique Life Peerages Act 1958 et est membre du conseil d'administration de Marie Stopes depuis 17 ans.
Sa contribution la plus importante a été d'aider à créer un mémorial aux volontaires du sous-continent indien, d'Afrique et des Caraïbes qui ont combattu avec les Britanniques lors de deux guerres mondiales. Ces volontaires, au nombre de près de 5 millions, avaient pratiquement été oubliés. Son propre père s'est porté volontaire pendant la Première Guerre mondiale et était brancardier en Mésopotamie. Les portes commémoratives (en) se trouvent à Londres sur Constitution Hill, près de Hyde Park Corner.
Elle est docteur honoris causa en droit de l'Université de Leeds, docteur honoris causa de l'Open University et de l'Université de Northampton et Fellow University College de Londres.

## Famille et vie personnelle
Fille de Rai Bahadur Aftab Rai, de New Delhi, en Inde, un avocat et diplomate, et de Krishna Rai, Flather est l'arrière-petite-fille de Sir Ganga Ram un ingénieur, philanthrope et agriculteur renommé à la fin du XIXe siècle et au début du XXe siècle au Pendjab, en Inde britannique (aujourd'hui au Pakistan). Elle est mariée à Gary Denis Flather jusqu'à sa mort en 2017. La nièce de la baronne est Kesha Ram, membre du Sénat de l'État du Vermont.